# Armandas Kučys
Armandas Kučys, litovski nogometaš, * 27. februar 2003, Panevėžys. 
Armandas Kučys je litovski nogometni reprezentant (U-17, U-19), ki igra na poziciji napadalca. Trenutno igra za NK Celje.

## Klubska kariera
| Sezona    | Klub              | Država    | Liga | Nastopov | Golov |
| --------- | ----------------- | --------- | ---- | -------- | ----- |
| 2024–     | NK Celje          | Slovenija | I    | 18       | 10    |
| 2023–2024 | FK Kauno Žalgiris | Litva     | I    | 31       | 9     |